# Skilanglauf-Weltcup 1996/97
Der Skilanglauf-Weltcup 1996/97 war eine von der FIS organisierte Wettkampfserie. Der Weltcup begann am 23. November 1996 in Kiruna und endete am 16. März 1997 in Oslo. Höhepunkt der Saison waren die Nordischen Skiweltmeisterschaften 1997 vom 21. Februar bis 1. März in Trondheim. Für die beiden besten Resultate einer Athletin oder eines Athleten gab es dabei auch Weltcuppunkte. Erstmals gab es neben der Gesamtweltcupwertung auch Disziplinenwertungen, nämlich zum einen Sprint & Mitteldistanz, zum anderen Langdistanz. Dabei wurde zum ersten Mal im Weltcup auch ein Sprint ausgetragen (der Sprint in der Vorsaison in Reit im Winkl war lediglich ein Testwettbewerb, für den es noch keine Weltcuppunkte gab). Für den Sprint gab es jedoch nur reduzierte Weltcuppunkte: nur die ersten 24 (statt 30) bekamen Punkte. Der Sieger bzw. die Siegerin erhielt lediglich 50 Weltcuppunkte (statt 100).

## Männer

### Podestplätze Männer
| Datum                                | Austragungsort | Disziplin                   | Sieger                                                               | Zweiter                                                                       | Dritter                                                                      |
| ------------------------------------ | -------------- | --------------------------- | -------------------------------------------------------------------- | ----------------------------------------------------------------------------- | ---------------------------------------------------------------------------- |
| 23.11.1996                           | Kiruna         | 10 km Freistil              | Bjørn Dæhlie                                                         | Jari Isometsä                                                                 | Kristen Skjeldal                                                             |
| 24.11.1996                           | Kiruna         | 4 × 10 km Staffel klassisch | Finnland ISami Repo Harri Kirvesniemi Mika Myllylä Jari Isometsä     | Italien IFabio Maj Silvio Fauner Sergio Piller Fulvio Valbusa                 | Norwegen IKristen Skjeldal Anders Eide Vegard Ulvang Bjørn Dæhlie            |
| 07.12.1996                           | Davos          | 10 km klassisch             | Mika Myllylä                                                         | Erling Jevne                                                                  | Fulvio Valbusa                                                               |
| 08.12.1996                           | Davos          | 4 × 10 km Staffel klassisch | Finnland IJari Isometsä Sami Repo Harri Kirvesniemi Mika Myllylä     | SchwedenMathias Fredriksson Anders Bergström Niklas Jonsson Henrik Forsberg   | Norwegen IKristen Skjeldal Vegard Ulvang Anders Eide Sture Sivertsen         |
| 14.12.1996                           | Brusson        | 15 km Freistil              | Bjørn Dæhlie                                                         | Fulvio Valbusa                                                                | Kristen Skjeldal                                                             |
| 15.12.1996                           | Brusson        | 4 × 10 km Staffel Freistil  | NorwegenEgil Kristiansen Anders Eide Kristen Skjeldal Bjørn Dæhlie   | ItalienMaurizio Pozzi Fulvio Valbusa Gaudenzio Godioz Silvio Fauner           | SchwedenMathias Fredriksson Anders Bergström Niklas Jonsson Torgny Mogren    |
| 18.12.1996                           | Oberstdorf     | 30 km klassisch             | Bjørn Dæhlie                                                         | Erling Jevne                                                                  | Sture Sivertsen                                                              |
| 04.01.1997                           | Kawgolowo      | 30 km Freistil              | Mika Myllylä                                                         | Fulvio Valbusa                                                                | Maurizio Pozzi                                                               |
| 11.01.1997                           | Hakuba         | 10 km klassisch             | Silvio Fauner                                                        | Erling Jevne                                                                  | Jari Isometsä                                                                |
| 12.01.1997                           | Hakuba         | 15 km Verfolgung Freistil   | Silvio Fauner                                                        | Giorgio Di Centa                                                              | Jari Isometsä                                                                |
| 18.01.1997                           | Lahti          | 30 km klassisch             | Wladimir Smirnow                                                     | Mika Myllylä                                                                  | Henrik Forsberg                                                              |
| 19.01.1997                           | Lahti          | Teamsprint Freistil         | ItalienMaurizio Pozzi Giorgio Di Centa                               | Finnland IAri Palolahti Jari Räsänen                                          | SchwedenMagnus Ingesson Håkan Nordbäck                                       |
| 41. Nordische Skiweltmeisterschaften |                |                             |                                                                      |                                                                               |                                                                              |
| 21.02.1997                           | Trondheim      | 30 km Freistil              | Alexei Prokurorow                                                    | Bjørn Dæhlie                                                                  | Thomas Alsgaard                                                              |
| 24.02.1997                           | Trondheim      | 10 km klassisch             | Bjørn Dæhlie                                                         | Alexei Prokurorow                                                             | Mika Myllylä                                                                 |
| 25.02.1997                           | Trondheim      | 15 km Verfolgung Freistil   | Bjørn Dæhlie                                                         | Mika Myllylä                                                                  | Alexei Prokurorow                                                            |
| 28.02.1997                           | Trondheim      | 4 × 10 km Staffel           | NorwegenSture Sivertsen Erling Jevne Bjørn Dæhlie Thomas Alsgaard    | FinnlandHarri Kirvesniemi Mika Myllylä Jari Räsänen Jari Isometsä             | ItalienGiorgio Di Centa Silvio Fauner Pietro Piller Cottrer Fulvio Valbusa   |
| 02.03.1997                           | Trondheim      | 50 km klassisch             | Mika Myllylä                                                         | Erling Jevne                                                                  | Bjørn Dæhlie                                                                 |
| 08.03.1997                           | Falun          | 15 km klassisch             | Bjørn Dæhlie                                                         | Sture Sivertsen                                                               | Erling Jevne                                                                 |
| 09.03.1997                           | Falun          | 4 × 10 km Staffel           | Norwegen ISture Sivertsen Erling Jevne Kristen Skjeldal Bjørn Dæhlie | Norwegen IIOdd-Bjørn Hjelmeset Øyvind Skaanes Krister Sørgård Thomas Alsgaard | Schweden IMathias Fredriksson Henrik Forsberg Torgny Mogren Anders Bergström |
| 11.03.1997                           | Sunne          | Sprint Freistil             | Bjørn Dæhlie                                                         | Tore Bjonviken                                                                | Mathias Fredriksson                                                          |
| 15.03.1997                           | Oslo           | 50 km Freistil              | Pietro Piller Cottrer                                                | Tor Arne Hetland                                                              | Bjørn Dæhlie                                                                 |

### Weltcupstände Männer
| Rang | Name                  | Punkte |
| ---- | --------------------- | ------ |
| 1    | Bjørn Dæhlie          | 845    |
| 2    | Mika Myllylä          | 580    |
| 3    | Fulvio Valbusa        | 523    |
| 4    | Erling Jevne          | 488    |
| 5    | Silvio Fauner         | 447    |
| 6    | Jari Isometsä         | 363    |
| 7    | Kristen Skjeldal      | 351    |
| 8    | Sture Sivertsen       | 345    |
| 9    | Wladimir Smirnow      | 309    |
| 10   | Alexei Prokurorow     | 290    |
| 11   | Mathias Fredriksson   | 278    |
| 12   | Anders Bergström      | 265    |
| 13   | Pietro Piller Cottrer | 261    |
| 14   | Henrik Forsberg       | 252    |
| 15   | Sami Repo             | 215    |
| 16   | Giorgio Di Centa      | 199    |
| 17   | Thomas Alsgaard       | 194    |
| 18   | Alois Stadlober       | 187    |
| 19   | Torgny Mogren         | 180    |
| 20   | Øyvind Skaanes        | 142    |
| 21   | Krister Sørgård       | 131    |
| 22   | Sergei Tschepikow     | 131    |
| 23   | Fabio Maj             | 125    |
| 24   | Niklas Jonsson        | 117    |
| 25   | Anders Eide           | 116    |
| 26   | Johann Mühlegg        | 114    |
| 27   | Markus Hasler         | 109    |
| 28   | Maurizio Pozzi        | 107    |
| 29   | Harri Kirvesniemi     | 102    |
| 30   | Tor Arne Hetland      | 98     |
| 31   | Vegard Ulvang         | 87     |
| 32   | Ivan Bátory           | 85     |
| 33   | Christian Hoffmann    | 80     |
| 34   | Giorgio Vanzetta      | 79     |
| 35   | Marco Albarello       | 76     |

| Rang | Name                 | Punkte |
| ---- | -------------------- | ------ |
| 36   | Jochen Behle         | 76     |
| 37   | Vincent Vittoz       | 73     |
| 38   | Odd-Bjørn Hjelmeset  | 72     |
| 39   | Lars Håland          | 66     |
| 40   | Rene Sommerfeldt     | 58     |
| 41   | Egil Kristiansen     | 53     |
| 42   | Markus Gandler       | 52     |
| 43   | Katsuhito Ebisawa    | 49     |
| 44   | Sjarhej Dalidowitsch | 42     |
| 45   | Tore Bjonviken       | 40     |
| 46   | Luboš Buchta         | 38     |
| 47   | Ari Palolahti        | 38     |
| 48   | Jukka Hartonen       | 36     |
| 49   | Mitsuo Horigome      | 36     |
| 50   | Maxim Pitschugin     | 36     |
| 51   | Hiroyuki Imai        | 33     |
| 52   | Cristian Zorzi       | 32     |
| 53   | Håkan Nordbäck       | 31     |
| 54   | Petr Michl           | 26     |
| 55   | Sergei Tschernych    | 26     |
| 56   | Juan Jesús Gutiérrez | 23     |
| 57   | Václav Korunka       | 23     |
| 58   | Karri Hietamäki      | 22     |
| 59   | Øyvind Mobakken      | 21     |
| 60   | Pawel Rjabinin       | 21     |
| 61   | Gaudenzio Godioz     | 19     |
| 62   | Grigori Gutnikow     | 19     |
| 63   | Frode Estil          | 17     |
| 64   | Hervé Balland        | 16     |
| 65   | Uwe Bellmann         | 16     |
| 66   | Stephan Kunz         | 16     |
| 67   | Gerhard Urain        | 16     |
| 68   | Espen Bjervig        | 15     |
| 69   | Morgan Göransson     | 15     |
| 70   | Patrik Mächler       | 15     |

| Rang | Name                   | Punkte |
| ---- | ---------------------- | ------ |
| 71   | Wjatscheslaw Plaksunow | 15     |
| 72   | Anders Aukland         | 14     |
| 73   | Wladimir Legotin       | 14     |
| 74   | Andrus Veerpalu        | 14     |
| 75   | Peter Göransson        | 13     |
| 76   | Jaak Mae               | 13     |
| 77   | Christer Majbäck       | 13     |
| 78   | Andrei Nutrichin       | 13     |
| 79   | Thobias Fredriksson    | 12     |
| 80   | Jari Räsänen           | 12     |
| 81   | Øystein Rønbeck        | 12     |
| 82   | Justin Wadsworth       | 11     |
| 83   | Daniel Gideonsson      | 10     |
| 84   | Masaaki Kōzu           | 10     |
| 85   | Kuisma Taipale         | 10     |
| 86   | Elmo Kassin            | 9      |
| 87   | Achim Walcher          | 9      |
| 88   | Zsolt Antal            | 8      |
| 89   | Magnus Ingesson        | 8      |
| 90   | Ričardas Panavas       | 7      |
| 91   | Andreas Schlütter      | 6      |
| 92   | Wilhelm Aschwanden     | 5      |
| 93   | Marcus Nash            | 5      |
| 94   | Martin Koukal          | 4      |
| 95   | Aljaksandr Sannikou    | 4      |
| 96   | Beat Koch              | 3      |
| 97   | Robin McKeever         | 3      |
| 98   | Martin Bajčičák        | 2      |
| 99   | Rune Torseth           | 2      |
| 100  | Krzysztof Wanczyk      | 2      |
| 101  | Remi Andersen          | 1      |
| 102  | Raul Olle              | 1      |
| 103  | Jordi Ribó             | 1      |
| 104  | Valerij Soloviov       | 1      |

| Rang | Name             | Punkte |
| ---- | ---------------- | ------ |
| 1    | Bjørn Dæhlie     | 448    |
| 2    | Fulvio Valbusa   | 335    |
| 3    | Silvio Fauner    | 320    |
| 4    | Erling Jevne     | 256    |
| 5    | Kristen Skjeldal | 241    |
| 6    | Jari Isometsä    | 238    |
| 7    | Mika Myllylä     | 165    |
| 8    | Sture Sivertsen  | 155    |
| 9    | Sami Repo        | 140    |
| 10   | Henrik Forsberg  | 137    |

| Rang | Name                  | Punkte |
| ---- | --------------------- | ------ |
| 1    | Mika Myllylä          | 235    |
| 2    | Bjørn Dæhlie          | 210    |
| 3    | Wladimir Smirnow      | 193    |
| 4    | Pietro Piller Cottrer | 124    |
| 5    | Erling Jevne          | 116    |
| 6    | Mathias Fredriksson   | 106    |
| 7    | Fulvio Valbusa        | 102    |
| 8    | Sture Sivertsen       | 100    |
| 9    | Alexei Prokurorow     | 93     |
| 10   | Maurizio Pozzi        | 82     |

## Frauen

### Podestplätze Frauen
| Datum                                | Austragungsort | Disziplin                  | Sieger                                                                  | Zweiter                                                                          | Dritter                                                                           |
| ------------------------------------ | -------------- | -------------------------- | ----------------------------------------------------------------------- | -------------------------------------------------------------------------------- | --------------------------------------------------------------------------------- |
| 23.11.1996                           | Kiruna         | 5 km Freistil              | Jelena Välbe                                                            | Stefania Belmondo                                                                | Nina Gawriljuk                                                                    |
| 24.11.1996                           | Kiruna         | 4 × 5 km Staffel klassisch | Russland INina Gawriljuk Larissa Lasutina Ljubow Jegorowa Jelena Välbe  | Norwegen ITrude Dybendahl Marit Mikkelsplass Anita Moen Bente Martinsen          | Russland IISwetlana Nageikina Olga Kornejewa Julija Tschepalowa Olga Danilowa     |
| 07.12.1996                           | Davos          | 10 km klassisch            | Stefania Belmondo                                                       | Jelena Välbe                                                                     | Nina Gawriljuk                                                                    |
| 08.12.1996                           | Davos          | 4 × 5 km Staffel klassisch | Norwegen IBente Martinsen Anita Moen Marit Mikkelsplass Trude Dybendahl | Russland INina Gawriljuk Larissa Lasutina Ljubow Jegorowa Jelena Välbe           | Russland IINatalja Massalkina Swetlana Nageikina Julija Tschepalowa Olga Danilowa |
| 14.12.1996                           | Brusson        | 15 km Freistil             | Stefania Belmondo                                                       | Jelena Välbe                                                                     | Nina Gawriljuk                                                                    |
| 15.12.1996                           | Brusson        | 4 × 5 km Staffel Freistil  | Russland INina Gawriljuk Olga Danilowa Ljubow Jegorowa Jelena Välbe     | Russland IIOlga Kornejewa Swetlana Nageikina Larissa Lasutina Julija Tschepalowa | ItalienGabriella Paruzzi Sabina Valbusa Guidina Dal Sasso Stefania Belmondo       |
| 18.12.1996                           | Oberstdorf     | 10 km klassisch            | Trude Dybendahl                                                         | Bente Martinsen                                                                  | Anita Moen                                                                        |
| 05.01.1997                           | Kawgolowo      | 15 km Freistil             | Jelena Välbe                                                            | Larissa Lasutina                                                                 | Ljubow Jegorowa                                                                   |
| 11.01.1997                           | Hakuba         | 5 km klassisch             | Stefania Belmondo                                                       | Kateřina Neumannová                                                              | Jelena Välbe                                                                      |
| 12.01.1997                           | Hakuba         | 10 km Verfolgung Freistil  | Stefania Belmondo                                                       | Kateřina Neumannová                                                              | Jelena Välbe                                                                      |
| 18.01.1997                           | Lahti          | 15 km klassisch            | Marit Mikkelsplass                                                      | Jelena Välbe                                                                     | Stefania Belmondo                                                                 |
| 19.01.1997                           | Lahti          | Teamsprint Freistil        | Italien ISabina Valbusa Stefania Belmondo                               | Russland INina Gawriljuk Jelena Välbe                                            | Norwegen IAnita Moen Trude Dybendahl                                              |
| 41. Nordische Skiweltmeisterschaften |                |                            |                                                                         |                                                                                  |                                                                                   |
| 21.02.1997                           | Trondheim      | 15 km Freistil             | Jelena Välbe                                                            | Stefania Belmondo                                                                | Kateřina Neumannová                                                               |
| 23.02.1997                           | Trondheim      | 5 km klassisch             | Jelena Välbe                                                            | Stefania Belmondo                                                                | Olga Danilova                                                                     |
| 24.02.1997                           | Trondheim      | 10 km Verfolgung Freistil  | Jelena Välbe                                                            | Stefania Belmondo                                                                | Nina Gawriljuk                                                                    |
| 28.02.1997                           | Trondheim      | 4 × 5 km Staffel           | RusslandOlga Danilowa Larissa Lasutina Nina Gawriljuk Jelena Välbe      | NorwegenBente Martinsen Marit Mikkelsplass Elin Nilsen Trude Dybendahl           | FinnlandRiikka Sirviö Tuulikki Pyykkönen Kati Pulkkinen Satu Salonen              |
| 01.03.1997                           | Trondheim      | 30 km klassisch            | Jelena Välbe                                                            | Stefania Belmondo                                                                | Marit Mikkelsplass                                                                |
| 08.03.1997                           | Falun          | 5 km Freistil              | Jelena Välbe                                                            | Stefania Belmondo                                                                | Kateřina Neumannová                                                               |
| 09.03.1997                           | Falun          | 4 × 5 km Staffel           | Russland IOlga Danilowa Larissa Lasutina Nina Gawriljuk Jelena Välbe    | NorwegenBente Martinsen Trude Dybendahl Elin Nilsen Maj Helen Sorkmo             | FinnlandTuulikki Pyykkönen Riikka Sirviö Kati Pulkkinen Satu Salonen              |
| 11.03.1997                           | Sunne          | Sprint Freistil            | Trude Dybendahl                                                         | Jelena Välbe                                                                     | Bente Martinsen                                                                   |
| 15.03.1997                           | Oslo           | 30 km Freistil             | Stefania Belmondo                                                       | Jelena Välbe                                                                     | Elin Nilsen                                                                       |
| 16.03.1997                           | Oslo           | 4 × 5 km Staffel Freistil  | Russland IOlga Danilowa Nina Gawriljuk Swetlana Nageikina Jelena Välbe  | Norwegen IAnita Moen Elin Nilsen Marit Mikkelsplass Trude Dybendahl              | ItalienGabriella Paruzzi Lara Peyrot Sabina Valbusa Stefania Belmondo             |

### Weltcupstände Frauen
| Rang | Name                      | Punkte |
| ---- | ------------------------- | ------ |
| 1    | Jelena Välbe              | 940    |
| 2    | Stefania Belmondo         | 909    |
| 3    | Kateřina Neumannová       | 525    |
| 4    | Nina Gawriljuk            | 518    |
| 5    | Olga Danilowa             | 414    |
| 6    | Bente Skari               | 391    |
| 7    | Marit Mikkelsplass        | 367    |
| 8    | Larissa Lasutina          | 366    |
| 9    | Trude Dybendahl           | 334    |
| 10   | Ljubow Jegorowa           | 271    |
| 11   | Anita Moen                | 265    |
| 12   | Brigitte Albrecht-Loretan | 219    |
| 13   | Kristina Šmigun-Vähi      | 211    |
| 14   | Elin Nilsen               | 203    |
| 15   | Sophie Villeneuve         | 201    |
| 16   | Antonina Ordina           | 192    |
| 17   | Julija Tschepalowa        | 183    |
| 18   | Swetlana Nageikina        | 176    |
| 19   | Fumiko Aoki               | 171    |
| 20   | Iryna Taranenko-Terelja   | 169    |
| 21   | Sabina Valbusa            | 162    |
| 22   | Anke Reschwamm Schulze    | 157    |
| 23   | Olga Sawjalowa            | 148    |
| 24   | Gabriella Paruzzi         | 144    |
| 25   | Annick Vaxelaire-Pierrel  | 133    |
| 26   | Sylvia Honegger           | 98     |
| 27   | Constanze Blum            | 82     |

| Rang | Name                        | Punkte |
| ---- | --------------------------- | ------ |
| 28   | Natalja Baranowa-Massalkina | 81     |
| 28   | Tuulikki Pyykkönen          | 81     |
| 28   | Riikka Sirviö               | 81     |
| 31   | Satu Salonen                | 78     |
| 31   | Maria Theurl-Walcher        | 78     |
| 33   | Maj Helen Sorkmo            | 77     |
| 34   | Annika Evaldsson            | 75     |
| 35   | Manuela Henkel              | 73     |
| 36   | Alžbeta Havrančíková        | 69     |
| 37   | Karine Laurent Philippot    | 52     |
| 37   | Kati Pulkkinen              | 52     |
| 39   | Kati Sundqvist              | 50     |
| 40   | Katrine Rokke               | 49     |
| 41   | Manuela Di Centa            | 48     |
| 41   | Walentyna Schewtschenko     | 48     |
| 43   | Renate Roider               | 46     |
| 44   | Guidina Dal Sasso           | 44     |
| 45   | Anna Frithioff              | 32     |
| 46   | Sumiko Yokoyama             | 27     |
| 47   | Hanne Lahtinen              | 26     |
| 48   | Andrea Huber                | 25     |
| 48   | Katrin Šmigun               | 25     |
| 50   | Anita Hakala                | 24     |
| 50   | Beckie Scott                | 24     |
| 52   | Bernadeta Bocek-Piotrowska  | 21     |
| 53   | Kati Wilhelm                | 19     |
| 54   | Hanna Slipenko              | 18     |

| Rang | Name                      | Punkte |
| ---- | ------------------------- | ------ |
| 54   | Kerttu Tiikkainen         | 18     |
| 54   | Lilija Wassiljewa         | 18     |
| 57   | Tomomi Ōtaka              | 17     |
| 58   | Natalia Nowikowa          | 16     |
| 58   | Cristina Paluselli        | 16     |
| 58   | Iveta Zelingerová-Fořtová | 16     |
| 61   | Mareena Brännare          | 13     |
| 61   | Ramona Roth               | 13     |
| 63   | Anita Olsen Katnosa       | 12     |
| 64   | Elin Ek                   | 11     |
| 64   | Dorota Kwaśny             | 11     |
| 66   | Oxana Jazkaja             | 10     |
| 66   | Eva Kjerstadmo            | 10     |
| 68   | Zuzana Kocumová           | 8      |
| 68   | Kumiko Yokoyama           | 8      |
| 70   | Milla Jauho               | 6      |
| 70   | Emiko Sato                | 6      |
| 72   | Nina Kemppel              | 5      |
| 72   | Olga Kosmatscheva         | 5      |
| 74   | Jana Šaldová              | 4      |
| 74   | Karin Säterkvist          | 4      |
| 76   | Katerina Hanušová         | 3      |
| 77   | Sara Hugg                 | 2      |
| 77   | Anu Kittilä               | 2      |
| 77   | Kerrin Petty              | 2      |
| 77   | Cristel Vahtra            | 2      |
| 81   | Olena Hajassowa           | 1      |

| Rang | Name                | Punkte |
| ---- | ------------------- | ------ |
| 1    | Stefania Belmondo   | 489    |
| 2    | Jelena Välbe        | 472    |
| 3    | Kateřina Neumannová | 321    |
| 4    | Bente Martinsen     | 232    |
| 5    | Trude Dybendahl     | 225    |
| 6    | Nina Gawriljuk      | 203    |
| 7    | Fumiko Aoki         | 162    |
| 8    | Olga Danilova       | 142    |
| 9    | Ljubow Jegorowa     | 135    |
| 10   | Larissa Lasutina    | 130    |

| Rang | Name                | Punkte |
| ---- | ------------------- | ------ |
| 1    | Jelena Välbe        | 340    |
| 2    | Stefania Belmondo   | 280    |
| 3    | Nina Gawriljuk      | 205    |
| 4    | Marit Mikkelsplass  | 167    |
| 5    | Olga Danilova       | 162    |
| 6    | Larissa Lasutina    | 136    |
| 7    | Elin Nilsen         | 109    |
| 8    | Kateřina Neumannová | 99     |
| 9    | Ljubow Jegorowa     | 96     |
| 10   | Bente Martinsen     | 95     |